# I Wanna Show You
Az I Wanna Show You című album a holland eurodance csapat Twenty 4 Seven harmadik stúdióalbuma, mely 1994 decemberében került kiadásra a CNR Music jóvoltából. Az album 1996-ban Dél-Afrikában "Arany díjat" kapott a (RISA) által, mivel az országban 1. helyezést ért el az album. Az albumot Ázsiában, Hollandiában, a Cseh Köztársaságban, Magyarországon, Lengyelországban, Németországban, Fehéroroszországban, Oroszországban, Brazíliában, Romániában, Tajvanon, Dél-Afrikában, és Ausztráliában jelentették meg. Az album nem jelent meg az Egyesült Királyságban. Magyarországon a Records Express REC 921.630-2 jelentette meg.

## Számlista
| #   | Cím                                                 | Szerző(k)          | Producer(ek) | Hossz |
| --- | --------------------------------------------------- | ------------------ | ------------ | ----- |
| 1.  | Intro                                               | Van Rijen          | Van Rijen    | 2:40  |
| 2.  | Gimme More                                          | Van Rijen / Stay-C | Van Rijen    | 4:39  |
| 3.  | Keep On Tryin'                                      | Van Rijen / Stay-C | Van Rijen    | 4:29  |
| 4.  | I Wanna Show You                                    | Van Rijen / Stay-C | Van Rijen    | 4:49  |
| 5.  | On the Playground                                   | Van Rijen          | Van Rijen    | 0:27  |
| 6.  | Paradise                                            | Van Rijen / Stay-C | Van Rijen    | 4:54  |
| 7.  | Breakin' Up                                         | Van Rijen / Stay-C | Van Rijen    | 4:12  |
| 8.  | Oh Baby (album version)                             | Van Rijen / Stay-C | Van Rijen    | 5:24  |
| 9.  | Words of Wishdom                                    | Van Rijen          | Van Rijen    | 0:33  |
| 10. | You Gotta Be Safe                                   | Van Rijen / Stay-C | Van Rijen    | 3:44  |
| 11. | Runaway                                             | Van Rijen / Stay-C | Van Rijen    | 4:17  |
| 12. | Oh Baby (atlantic ocean dance mix / Rene V/D Weyde) | Van Rijen / Stay-C | Van Rijen    | 5:07  |

## Slágerlista
| Slágerlista (1994/1995)            | Legjobb helyezés |
| ---------------------------------- | ---------------- |
| Dél-afrikai Köztársaság (RiSA)     | 1                |
| Németország (Media Control Charts) | 66               |
| Hollandia (Dutch Top 40)           | 64               |
| Svájc (Schweizer Hitparade)        | 31               |

### Minősítések
| Ország                         | Díj   | Dátum            | Eladások |
| ------------------------------ | ----- | ---------------- | -------- |
| Dél-afrikai Köztársaság (RiSA) | Arany | 1996. április 1. | 40,000   |

## Információk
- A felvétel készült a  Ruud van Rijen Stúdióban
- Rap – Stay-C
- Ének – Nancy Coolen
- Producer és Hangmérnök: Ruud van Rijen (RVR Production) [7]